# Chaetovalgus fulvosetosus
Chaetovalgus fulvosetosus är en skalbaggsart som beskrevs av Moser 1914. Chaetovalgus fulvosetosus ingår i släktet Chaetovalgus och familjen Cetoniidae. Inga underarter finns listade i Catalogue of Life.